# Kolczatka (obroża)

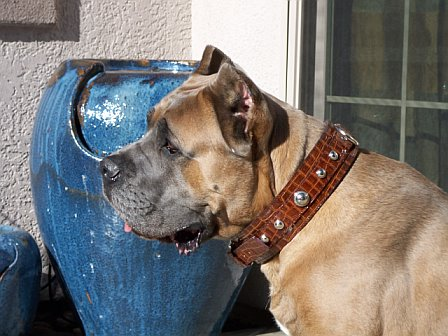
Kolczatka wykonana ze skóry

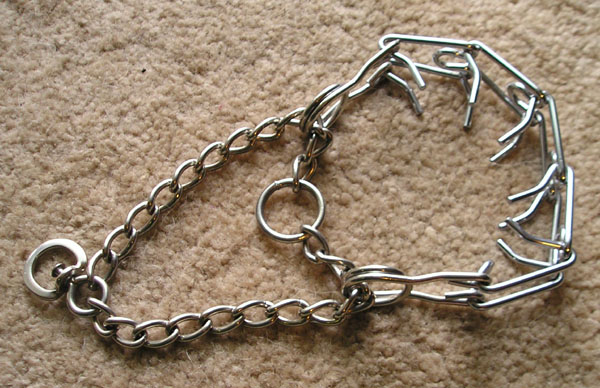
Metalowa kolczatka zaciskowa

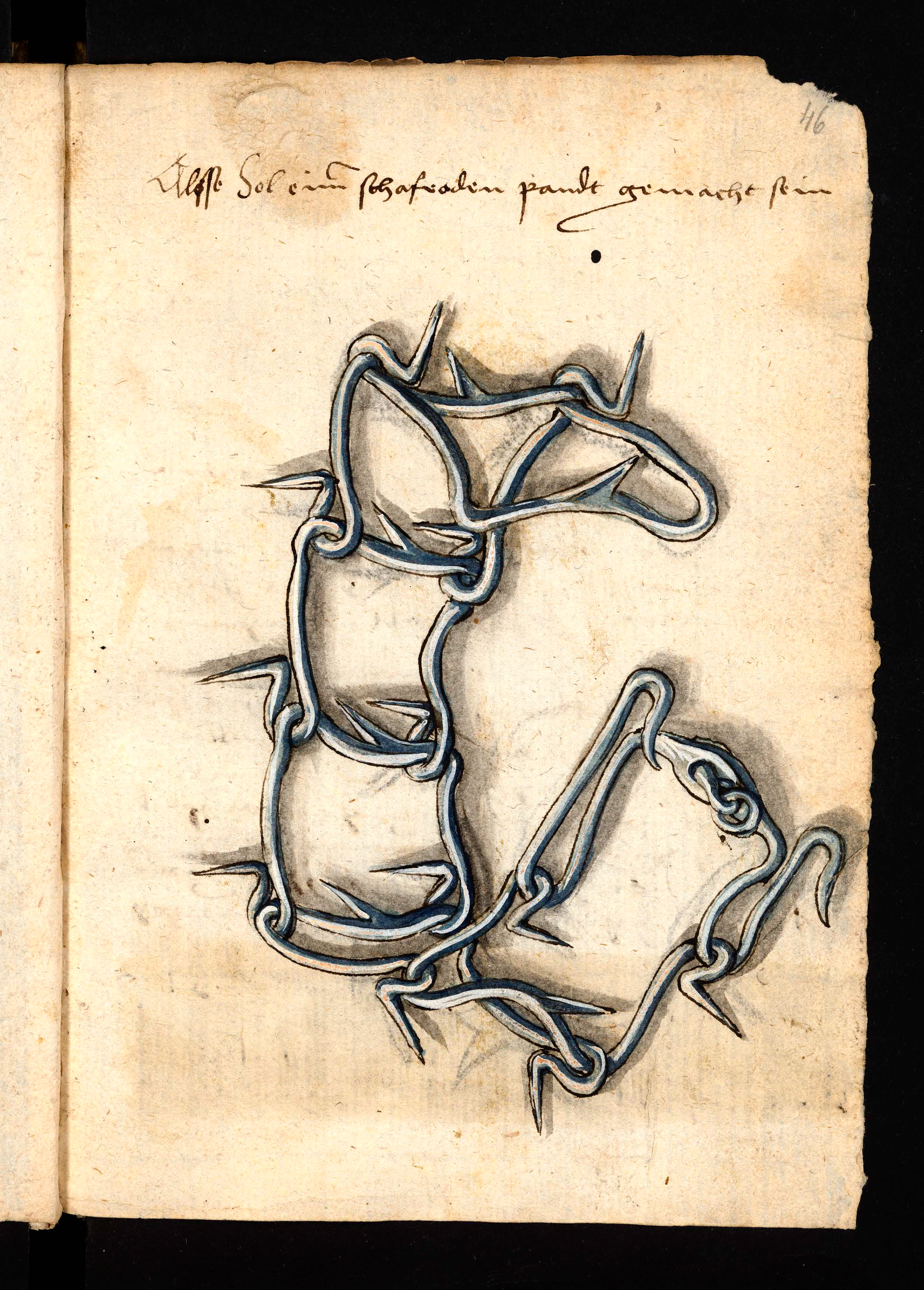
Obroża z kolcami z kodeksu Löffelholza z 1505 r.

Kolczatka – typ obroży stosowanej przy tresurze psów. 
Kolczatki wykonywane są z metalu lub ze skóry – w różnych wersjach. Wersja metalowa ma budowę łańcuszka, którego ogniwa zakończone są wystającymi, tępo zakończonymi końcami drutu – kolce są ustawione pod takim kątem, by nie wbijać się w skórę, tylko uwierać psa – przy odpowiednio założonej i stosowanej kolczatce, kolce nie przebijają skóry psa. Kolczatka stosowana nieprawidłowo ma potencjał przebicia skóry i zadawania ran. Kolczatki wykonane ze skóry to obroże nabijane metalowymi, zwykle ozdobnymi napami w kształcie stożka (tzw. ćwiekami). Obydwie wersje mogą być zakładane na szyję psa ostrymi elementami na zewnątrz lub do wewnątrz. Wersja metalowa jest najczęściej połączona dodatkowym łańcuszkiem zaciskowym.
Zadaniem kolczatki założonej ostrą stroną do wewnątrz jest spowodowanie bólu zwierzęcia w momencie szarpnięcia smyczą. Szarpnięcia może dokonać osoba prowadząca psa lub sam pies na skutek zbyt gwałtownych ruchów powodujących naciąganie smyczy.
Kolczatka nie powinna być wykorzystywana przy nauce chodzenia psa na smyczy. Istnieją urządzenia i uwięzi, które korygują nieposłuszeństwo psa nie powodując bólu – jak na przykład halter (inaczej nazywany obrożą uzdową lub kantarem dla psa). Uważa się, że może ona pomagać w szkoleniu i opanowaniu psa, oraz prowadzeniu dużych, silnych psów, zwłaszcza psów o niskim stopniu socjalizacji, agresywnych lub nieposłusznych poleceniom osoby prowadzącej. Jako że korygowanie ruchów psa w kolczatce sprawia mu ból, kolczatki nie wolno używać stale. Szarpnięcia kolczatką powinny być szybkie i krótkie, nie mogą być długotrwałe. Nie można psa podnosić za nią, czy ciągnąć. Ciągłe wykorzystywanie kolczatki na sesjach tresury lub na spacerach powoduje u psa habituację – przyzwyczajenie do bólu, a więc urządzenie przestaje być użyteczne.
Stosowanie kolczatki jest skuteczne, jednak przez wielu behawiorystów uznawane za niepotrzebne zadawanie bólu. Podobne efekty szkoleniowe (równe chodzenie przy nodze, chodzenie na luźnej smyczy) można osiągnąć metodami bezbolesnymi, treningiem polegającym na budowaniu motywacji psa. Przy każdym treningu należy pamiętać, że stosowanie metod awersyjnych (zadawania bólu, straszenia, przymusu) może bardzo negatywnie wpłynąć na psychikę psa. 
W Niderlandach wraz z 1 sierpnia 2018 zaczyna obowiązywać zakaz używania obroży typu kolczatka – jest to w świetle prawa uznane za znęcanie się nad zwierzętami.